# Otto Holmqvist
Knut Otto Holmqvist, född 27 mars 1866 i Helsingborg, död 12 april 1923 i Lund, var en svensk zoolog.
Holmqvist blev student vid Lunds universitet 1884, filosofie kandidat 1887, filosofie licentiat 1897 och filosofie doktor 1912 på avhandlingen Studien in der von den nn. Trigeminus und Facialis innervierten Muskulatur der Knochenfische. Han blev amanuens på zoologiska institutionen vid Lunds universitet 1891, konservator där 1899 och var docent vid Lunds universitet från 1911.
Han var från 1905 gift med Nanna Gernandt (1875–1959). Deras dotter Margareta (född 1908) var en tid gift med botanikern och redaktionschefen Sten-Sture Forssell.